# نظائر الرصاص
للرصاص أربعة نظائر مستقرة لها الكتل الذرية التالية: 204 و 206 و 207 و 208؛ بالإضافة إلى آثار من خمس نظائر مشعة قصيرة عمر النصف. تتوزع الوفرة الطبيعية لنظائر الرصاص المستقرة بين 52.4% للنظير رصاص-208 208Pb وحوالي 22.1% للنظير رصاص-207 207Pb وحوالي 24.1% للنظير رصاص-206 206Pb، في حين للنظير رصاص-204 204Pb يوجد بنسبة 1.4%.
يتوافق العدد الكبير من نظائر الرصاص مع حقيقة كون العدد الذري للرصاص زوجياً؛ إذ أن العدد الزوجي من الجسيمات دون الذرية في النواة يرفع من استقرارها. يتميز الرصاص بأن له عدد سحري من البروتونات (82)، ووفقاً لذلك فإن النواة تكون مستقرة بشكل كبير حسب نظرية نموذج الغلاف النووي. علاوةً على ذلك فإن للرصاص-208 126 نيوتروناً، وهو عدد سحري آخر، وذلك يفسر لم لنظير الرصاص-208 استقرارية فوق العادة.
مع ارتفاع عدده الذري يكون الرصاص أثقل عنصر كيميائي تكون نظائره الطبيعية مستقرة، إذ أن الرصاص-208 هو أثقل نظير مستقر (أصبح هذا التمييز حقيقة بعد اكتشاف أن النظير الابتدائي البزموت-209 له نشاط إشعاعي.)
يمكن لنظائر الرصاص الأربع المستقرة أن تضمحل نظرياً بنشاط إشعاعي عبر اضمحلال ألفا إلى نظائر الزئبق مع تحرر كمية من الطاقة، إلا أن ذلك لم يلاحظ على الإطلاق، وجرى تقدير عمر النصف لها بحوالي 1035 إلى 10189 سنة، وهو ما يفوق العمر الحالي للكون.
توجد ثلاثة من نظائر الرصاص المستقرة في ثلاث من سلاسل الاضمحلال الرئيسية؛ إذ أن الرصاص-206 والرصاص-207 والرصاص-208 هي المنتجات النهائية لاضمحلال اليورانيوم-238 (سلسلة اليروانيوم) واليورانيوم-235 (سلسلة الأكتينيوم) والثوريوم-232 (سلسلة الثوريوم) على الترتيب. يعتمد تركيز نظائر الرصاص المذكورة في عينات الصخور الطبيعية بشكل كبير على وجود نظائر اليورانيوم والثوريوم؛ فعلى سبيل المثال يمكن أن تتراوح الوفرة النسبية لنظير الرصاص-208 من 52% في العينات العادية إلى 90% في خامات الثوريوم، ولذلك السبب فإن الوزن الذري القياسي يعطى بدرجة عشرية واحدة فقط. مع مرور الزمن تزداد نسبة الرصاص-206 والرصاص-207 إلى الرصاص-204، وذلك لأن النظيرين الأولين يوجدان في سلسلة اضمحلال العناصر المشعة، في حين أن الأخير ليس كذلك؛ مما يسمح في النهاية بتحديد العمر الجيولوجي للعينات بستخدام أسلوب تأريخ بنظائر رصاص-رصاص على سبيل المثال. من جهة أخرى، فإن اضمحلال اليروانيوم إلى الرصاص يمكّن من إجراء تأريخ باليورانيوم-رصاص.
يتميز النظير رصاص-207 بأن له رنين مغناطيسي نووي، وتلك خاصية تساعد في دراسة مركباته في المحاليل والحالة الصلبة، وفي جسم الإنسان من ضمن ذلك أيضاً.
يوجد للرصاص نظائر نظائر مشعة نادرة توجد بكميات نزرة. من بين تلك النظائر هناك الرصاص-210، والذي يبلغ عمر النصف له 22.3 سنة؛ ولكن على الرغم من ذلك يوجد في الطبيعة إذ أن ينتج من سلسلة اضمحلال طويلة تبدأ من اليورانيوم-238. كما أن النظائر الرصاص-211 والرصاص-212 والرصاص-214 تنتج أيضاً في سلسلة اضمحلال اليورانيوم والثوريوم ولذلك توجد طبيعياً. يحصل على نسب ضئيلة من الرصاص-209 من الاضمحلال العنقودي نادر الحدوث للراديوم-223، وهو بدوره ناتج اضمحلال لليورانيوم-235؛ وكذلك أيضاً من سلسلة اضمحلال النبتونيوم-237، والذي يستحصل من عملية التقاط نيوترون في خامات اليورانيوم. تستخدم نظائر الرصاص المشعة في عمليات التأريخ، فمثلاً يفيد قياس نسبة الرصاص-210 إلى الرصاص-206 في معرفة عمر العينات.
إجمالياً فهناك حوالي 43 نظير مشع مصطنع للرصاص تتراوح كتلها الذرية بين 178–220. الرصاص-205 أكثر نظائر الرصاص المشعة استقراراً، فعمر النصف له 1.5×107 سنة؛ يليه الرصاص-202 بعمر نصف مقداره 53 ألف سنة، وذلك بشكل أطول من أي نظير مشع طبيعي نزر للرصاص.